# Kurt Jax
Kurt Jax (* 1. Januar 1958 in Bonn) ist ein deutscher Biologe und Naturschutz-Wissenschaftler.

## Leben
Jax ist Professor an der Technischen Universität München und stellvertretender Leiter des Departements Naturschutzforschung am Umweltforschungszentrum Leipzig UFZ. Jax forscht zu der Akzeptanz von Naturschutz-Maßnahmen in Deutschland und weltweit. Interdisziplinär forscht er zu Strategien und Konzepten des angewandten Naturschutzes.
Jax zu einem Projekt in Chile: „Die Frage, welche exotischen Arten unter welchen Bedingungen als erwünscht oder unerwünscht angesehen werden, ist immer eine Frage der Wertung. Die Umweltethik kann keine einfachen Antworten geben. Aber sie hilft, den Raum der Argumente zu strukturieren und die Debatte zu versachlichen.“

## Publikationen (Auswahl)

### Bücher
- Ecosystem Functioning. Cambridge University Press, 2010.
- Die Einheiten der Ökologie. Analyse, Methodenentwicklung und Anwendung in Ökologie und Naturschutz. Peter Lang Verlag, Frankfurt am Main 2002, ISBN 3-631-38954-X.
- mit M. Bobbert und M. Düwell (Hrsg.): Umwelt, Ethik & Recht. Francke Verlag, Tübingen 2002, ISBN 3-7720-2623-0.

### Artikel in wissenschaftlichen Zeitschriften
- mit Elke Schüttler u. a.: Towards a societal discourse on invasive species management: a case study of public perceptions of the mink and beavers in Cape Horn. In: Journal for Nature Conservation. 19, 2011, S. 175–184.
- mit E. Schüttler u. a.: Von Bibern und Menschen auf Feuerland. In: Geographische Rundschau. 63 (3), 2011, S. 28–32.
- Vom Brückenbauen: interdisziplinäre Forschung und die vermittelnde Rolle einer Theorie der Ökologie. In: Landschaftsökologie. Grundlagen, Methoden, Anwendungen. (= Laufener Spezialbeträge). 2011, S. 61–65.
- mit T. Heger, A. Weil-Jund und J. Gnädinger: Ungleiches ungleich behandeln. Ansätze einer organismenorientierten Ökologie. In: Landschaftsökologie. Grundlagen, Methoden, Anwendungen. (= Laufener Spezialbeträge). 2011, S. 72–77.
- History of Ecology. In: Encyclopedia of Life Sciences. (ELS). John Wiley & Sons, Chichester 2011. doi:10.1002/9780470015902.a0003084.pub2
- mit E. Schüttler u. a.: Abundance and habitat preferences of the southernmost population of American mink: implications for managing a recent island invasion. In: Biodiversity and Conservation. 19, 2010, S. 725–743.
- mit R. Werner u. a.: Vegetationsdynamik verlandeter Biberteiche auf der Insel Navarino (Feuerland-Archipel, Chile). In: Tuexenia. 29, 2009, S. 277–296.
- mit R. Seppelt u. a.: Land Use Options – Strategies and Adaptation to Global Change. In: Terrestrial Environmental Research - Gaia. 18 (1), 2009, S. 77–80.

Quelle: